# Hans Vetter (Schachspieler)
Johannes Vetter (* 27. Juni 1894 in Dresden; † 13. April 1973 ebenda) war ein deutscher Schachkomponist, Schachspieler und -redakteur.

## Schachkomposition
Zusammen mit Friedrich Palitzsch, Rudolf Leopold und Gerhard Kaiser gehörte Hans Vetter zum Komponistenquartett im Dresdner Schachverein. Er publizierte etwa 350 Schachaufgaben, erhielt 70 Auszeichnungen, darunter 12 erste und 22 weitere Preise.
Bekannt wurde er durch einige spektakuläre Erfolge wie den 1. Preis im FIDE-Turnier 1957.
Vetter begründete die moderne Auffassung des logischen Mehrzügers und fand mit seinen Kompositionen eine glückliche Synthese neudeutschen Gedankengutes mit böhmischer Konstruktionstechnik und ihren Mustermattbildern. Zahlreiche Schachkomponisten, wie der Grazer Hans Lepuschütz, bezeichneten Vetter als ihren Lehrmeister.
Seit 1958 war er Internationaler Preisrichter für Schachkomposition.
|   | a | b | c | d | e | f | g | h |   |
| 8 |   |   |   |   |   |   |   |   | 8 |
| 7 |   |   |   |   |   |   |   |   | 7 |
| 6 |   |   |   |   |   |   |   |   | 6 |
| 5 |   |   |   |   |   |   |   |   | 5 |
| 4 |   |   |   |   |   |   |   |   | 4 |
| 3 |   |   |   |   |   |   |   |   | 3 |
| 2 |   |   |   |   |   |   |   |   | 2 |
| 1 |   |   |   |   |   |   |   |   | 1 |
|   | a | b | c | d | e | f | g | h |   |

Probespiel:
1. Kb6–c6? Sa2xb4+!
Lösung:
1. Dc7–g7 (droht 2. Dg7–f8+ Ke8–d7 3. Se6–c5 Mustermatt) La3xb4 Hinlenkung des Ersatzverteidigers

2. Kb6–c6! Das Feld b4 ist verstellt. Lb4–e7

3. Dg7–g6 Mustermatt. Die Dresdner Idee in Miniatur.

## Redakteur
Vetter übernahm als Redakteur die am 18. Januar 1958 von Gerhard Kaiser gegründete Rubrik Unsere Schachecke der Sächsischen Zeitung. Sein Nachfolger war von 1973 bis 1992 Günter Schiller und nach dessen Tod Frank Reinhold.
Ab 1965 bis März 1973 redigierte Vetter die Rubrik Probleme und Studien der Zeitschrift Schach.

## Leben
Hans Vetter war über vierzig Jahre als kaufmännischer Angestellter in einer Dresdner Großbrauerei tätig. Das Familiengrab befindet sich im Urnenhain Dresden-Tolkewitz nur wenige Schritte entfernt von den markanten Grabsteinen der beiden Vorkämpfer Johannes Kohtz und Friedrich Palitzsch.
2008 wurde er posthum zum Ehrenmitglied des Dresdner Schachbundes ernannt.

## Turnierspieler
1923 wurde er Zweiter im Leipziger Meisterschaftsturnier Sachsens und belegte im Frankfurter Hauptturnier Platz 6. 1926 belegte er Platz 2 im Sächsischen Meisterschaftsturnier in Dresden. Er gehörte 1949 u. a. neben Lothar Schmid und Edith Keller zur Dresdner Mannschaft beim 4-Städte-Turnier in Leipzig, die hinter Berlin Zweite wurde.
Seinem Verein Aufbau Dresden-Mitte (1950–52 noch als Bau-Union Süd) hielt er bis zuletzt 1972 die Treue. Zwischen 1954 und 1958 spielte Vetter in der DDR-Liga an den Brettern 3 bis 6 und erzielte 30 Punkte aus 60 Partien. 1954 gelang der Aufstieg in die höchste Spielklasse, 1955 wurde die Mannschaft DDR-Vizemeister hinter SC Wissenschaft Halle.